# Atomaria clavigera
Atomaria clavigera är en skalbaggsart som beskrevs av Ludwig Ganglbauer 1899. Atomaria clavigera ingår i släktet Atomaria, och familjen fuktbaggar. Arten är reproducerande i Sverige.